# フリードリヒ・ミヒャエル・フォン・プファルツ＝ビルケンフェルト
フリードリヒ・ミヒャエル・フォン・プファルツ＝ビルケンフェルト（Friedrich Michael von Pfalz-Birkenfeld, 1724年2月27日 - 1767年8月15日）は、18世紀後半の神聖ローマ帝国軍（ハプスブルク帝国軍）の陸軍元帥で、ヴィッテルスバッハ家プファルツ系の傍流プファルツ＝ビルケンフェルト家の公子。父はプファルツ＝ツヴァイブリュッケン公クリスティアン3世、母はナッサウ＝ザールブリュッケン伯ルートヴィヒ・クラフトの娘カロリーネである。兄にプファルツ＝ツヴァイブリュッケン公クリスティアン4世、姉にヘッセン＝ダルムシュタット方伯ルートヴィヒ9世妃ヘンリエッテ・カロリーネがいる。バイエルン国王マクシミリアン1世ヨーゼフ並びにバイエルン公家に嫁いだマリア・アンナの父であり、バイエルン国王及び現在のヴィッテルスバッハ家の人物は全員フリードリヒ・ミヒャエルの子孫である。

## 生涯
プファルツ家宗家の臣としてプファルツ選帝侯軍の陸軍元帥およびマンハイムの知事を務めた後、1758年にオーストリア軍の指揮官となり、プロイセン王フリードリヒ2世と七年戦争を戦った。
1767年に43歳で急死し、2人の息子は兄クリスティアン4世に引き取られた。
1746年、プファルツ＝ズルツバッハ公子ヨーゼフ・カールの娘マリア・フランツィスカと結婚した。マリア・フランツィスカはプファルツ選帝侯カール3世フィリップの外孫で、姉エリーザベト・アウグステはプファルツ選帝侯（後にプファルツ・バイエルン選帝侯）カール・テオドールの妃であった。2人は5人の子を儲けた。
1. カール・アウグスト・クリスティアン（1746年 - 1795年） - プファルツ＝ツヴァイブリュッケン公
2. クレメンス・アウグスト・ヨーゼフ・フリードリヒ（1749年 - 1750年）
3. アマーリエ（1752年 - 1828年） - ザクセン選帝侯フリードリヒ・アウグスト3世（後にザクセン王フリードリヒ・アウグスト1世となる）と結婚。
4. マリア・アンナ（1753年 - 1824年） - バイエルン公ヴィルヘルムと結婚。
5. マクシミリアン・ヨーゼフ（1756年 - 1825年） - プファルツ＝ツヴァイブリュッケン公、プファルツ・バイエルン選帝侯、バイエルン国王

また、庶子カール・フリードリヒ・シュテファン（1767年 - 1834年）があり、後にシェーンフェルト男爵、オッティング伯爵に叙爵された。